# Trichomanes anomalum
Trichomanes anomalum là một loài thực vật có mạch trong họ Hymenophyllaceae. Loài này được Maxon & C.V. Morton miêu tả khoa học đầu tiên năm 1948.